# گموند کارینتیا
گموند کارینتیا (به آلمانی: Gmünd) یک شهر در اتریش است که در ناحیه اشپیتال آن در دراو واقع شده‌است. گموند کارینتیا ۲٬۶۰۵ نفر جمعیت دارد.

## خواهرخوانده
شهر اسنابروک خواهرخواندهٔ گموند کارینتیا هست.